# رود بازفت

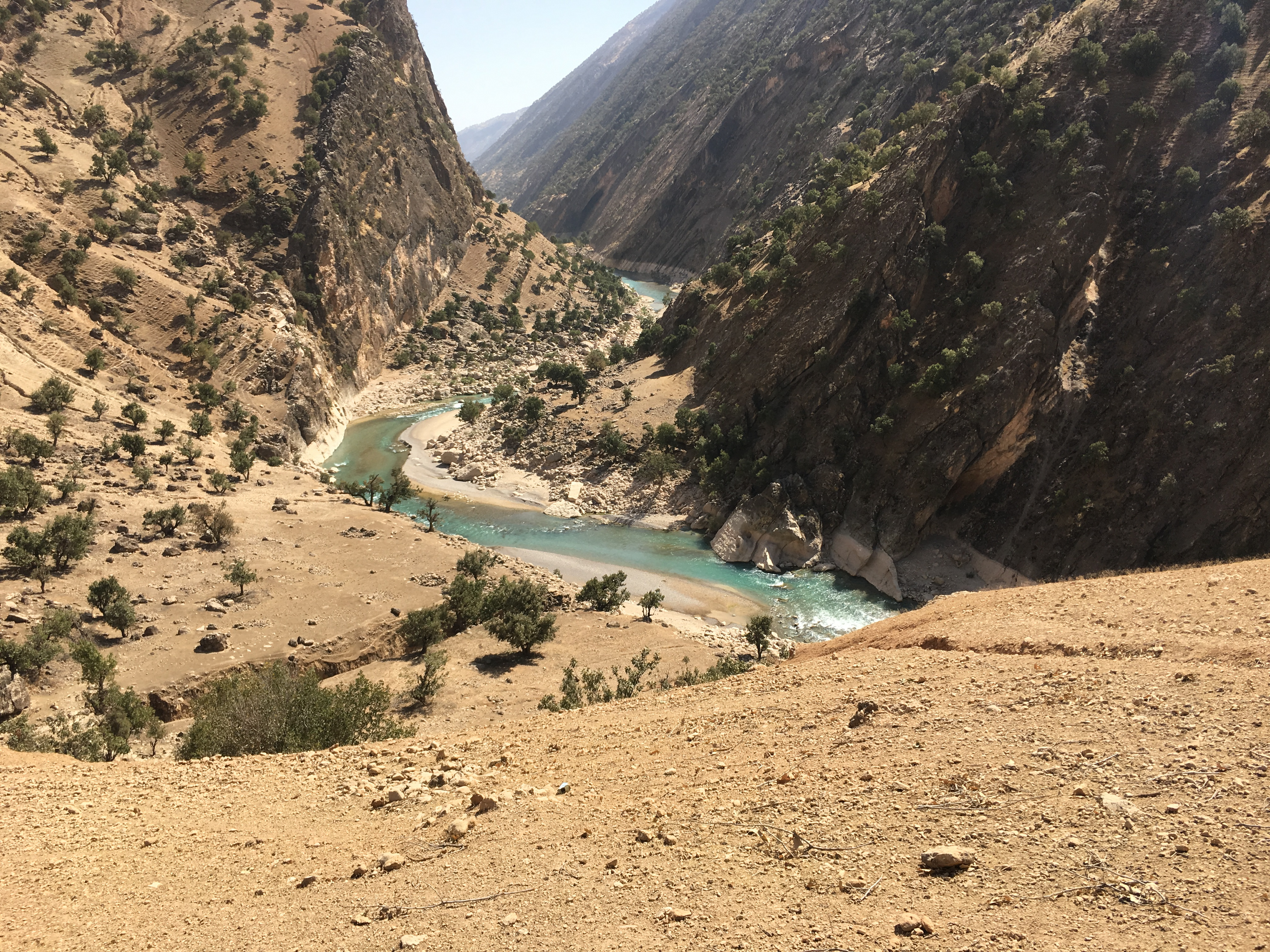
رود بازفت

رودخانه بازفت یکی از سرشاخه‌های اصلی و خروشان رود کارون است. این رودخانه از ارتفاعات زردکوه در شهرستان کوهرنگ از توابع استان چهارمحال و بختیاری سرچشمه می‌گیرد. این رودخانه خروشان در نهایت در سد کارون۴ به کارون میپیوندد.
رود بازفت با طول ۹۵ کیلومتر با دبی سالانه ۲۰۸۷ میلیون مترمکعب، از اصلی‌ترین سرچشمه‌های کارون و یکی از بکرترین مناطق گردشگری استان چهارمحال و بختیاری است. مسیر طولانی این رودخانه از مجاورت متراکم‌ترین جنگل‌های بلوط زاگرس عبور می‌کند.